# Friedrich Popp

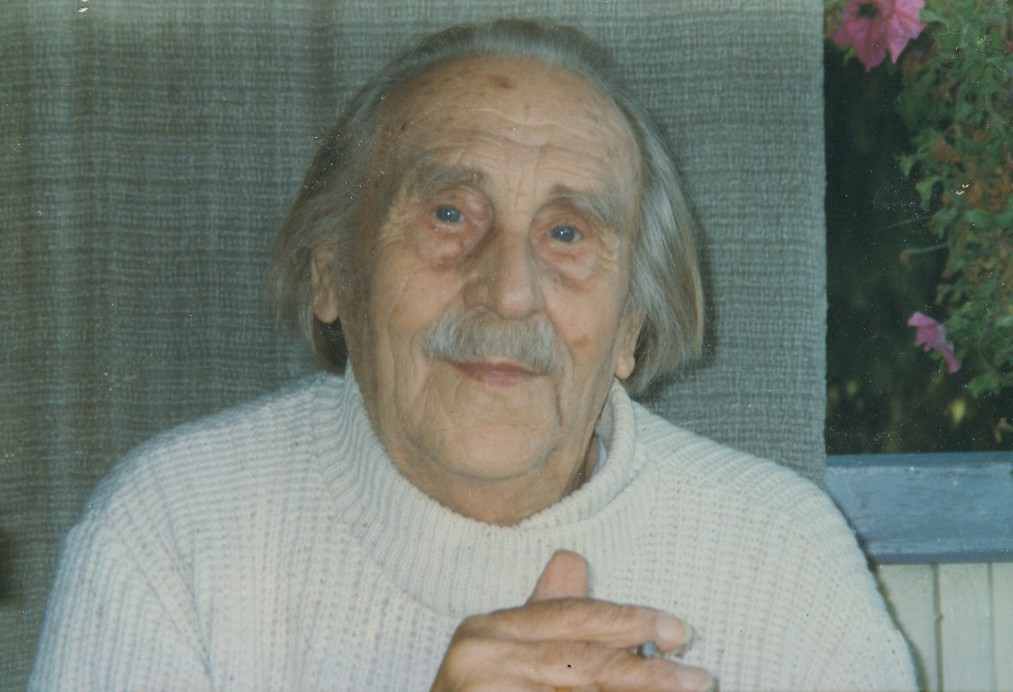
Friedrich Popp

Friedrich Popp (* 23. Januar 1905 in Bamberg; † 28. Juli 1998 in Ebersdorf) war ein deutscher Bildhauer. Er schuf vorwiegend Holzskulpturen und -reliefs, arbeitete aber auch in Stein und Metall. Daneben entstanden zahlreiche Batiken. Als gläubiger Christ gestaltete Popp vor allem biblische Themen. Werke von Popp finden sich in zahlreichen Orten in Thüringen und Sachsen, aber auch in anderen Teilen Deutschlands. Einige Stücke sind in England und einigen anderen europäischen Ländern, außerdem in Vietnam und Indien zu finden. Popps Skulpturen, Reliefs und Batiken zieren Gedenkstätten, Kirchen und Andachtsräume. Daneben befinden sich viele Stücke im Privatbesitz.

## Leben
Friedrich Popp wurde am 23. Januar 1905 in Bamberg geboren. Er hatte eine ältere Schwester Emilie und eine jüngere Schwester Elisabeth. 1913 zog die Familie nach Lemnitzhammer, wo Popps Vater ein Gut pachtete und Landwirtschaft betrieb. Nach der Schulzeit besuchte er die Landwirtschaftsschule in Triesdorf und hörte Vorlesungen an der Universität Würzburg (1923). Er arbeitete als Volontär in landwirtschaftlichen Betrieben in Rubitz, Behringen und Oberkotzau. 1927 heiratete er Helene Witte. Das Paar pachtete für kurze Zeit ein Gut in Köthnitz. 1928 wurde die Tochter Christiane geboren, 1931 die Tochter Maria und 1937 der Sohn Martin.
In Lemnitzhammer hatte Popp den Frössener Pfarrer Friedrich Behr kennengelernt. Als dieser 1929 Leiter des Marienstiftes in Arnstadt wurde, ermunterte er Popp, eine Ausbildung zum Krankengymnasten an der Universitäts-Klinik Jena zu absolvieren und eine Tätigkeit in Arnstadt aufzunehmen. Das 1905 gegründete Marienstift Arnstadt war damals eine Heil-, Pflege- und Erziehungsanstalt für Körperbehinderte, dazu gehörte eine Orthopädische Klinik. Bald wurde Popp leitender Krankengymnast an der Klinik. 1958 verfasste er das Buch Orthopädische Krankengymnastik mit zahlreichen eigenen Zeichnungen. Die Tätigkeit verfolgte er bis 1968.
Popps Berufstätigkeit wurde durch den Krieg unterbrochen. Zunächst war er wegen Unabkömmlichkeit vom Kriegsdienst freigestellt, wurde dann aber 1944 als Sanitäter eingezogen. Popp war die meiste Zeit in Italien und geriet zum Kriegsende dort in US-amerikanische Gefangenschaft. Danach nahm er wieder seine Tätigkeit im Marienstift auf. In der Freizeit beschäftigte er sich jetzt mehr und mehr mit dem Schnitzen und der künstlerischen Gestaltung.
Popp war zeitlebens ein gläubiger Christ und nahm aktiv am Gemeindeleben teil. In Arnstadt war er von 1946 bis zu seinem Weggang 1968 Mitglied im Gemeindekirchenrat der Ev.-Luth. Kirchgemeinde. Ab 1954 war er auch stellvertretender Vorsitzender dieses Gremiums. 1960 und 1966 wurde er als Vertreter der Superintendenturen Arnstadt, Ilmenau und Ohrdruff in die Synode der Ev. Luth. Landeskirche Thüringen gewählt.

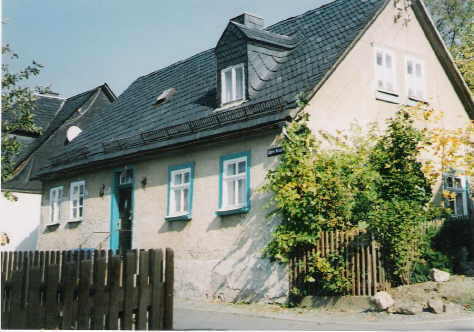
Wohnhaus von Friedrich Popp in Ebersdorf

1968 beendete Popp seine Arbeit im Marienstift und verließ Arnstadt nach fast 40 Jahren medizinischer und künstlerischer Tätigkeit. Er hinterließ dort eine Reihe von Werken, die bis heute zum Stadtbild gehören. Fortan widmete er sich ganz der Arbeit als freischaffender Künstler. Er zog mit seiner Frau nach Ebersdorf in das kleine Häuschen in der Oberen Gasse 14. Auch in Ebersdorf nahm Friedrich Popp rege am kirchlichen Leben teil.
1981 starb seine erste Frau Helene. Zwei Jahre später heiratete er die Biologin Brigitte Weckend.
Friedrich Popp starb am 28. Juli 1998 in Ebersdorf im Alter von 93 Jahren.

## Künstlerische Entwicklung
Friedrich Popp interessierte sich schon in jungen Jahren für Kunst. Sein großes Vorbild war Tilman Riemenschneider.
1945, in Kriegsgefangenschaft, schnitzte er ein Kruzifix für den Andachtsraum des Gefangenenlagers. Seine Freizeit nach der Entlassung nutzte er mehr und mehr dazu, sich im Schnitzen zu vervollkommnen. An die Öffentlichkeit trat er 1946/1947 mit einem Kruzifix an einer Hauswand des Marienstifts zum Gedenken an einige Schwestern, die bei einem Bombenangriff im Frühjahr 1945 ums Leben gekommen waren. Das ursprüngliche alte Martinsstift-Haus war dabei zerstört worden und mit ihm die darin befindliche Anstalts-Kapelle. Für die nun eingerichtete Notkirche in einer Baracke schuf Friedrich Popp 1951 einen holzgeschnitzten Flügelaltar. Im folgenden Jahr entstand eine Arbeit in Muschelkalk: Ein Fries Der gute Hirte, der viele Jahre eine Hauswand zierte.
Friedrich Popp wollte sich nun die erworbenen Fähigkeiten bestätigen lassen und einen Berufsabschluss als Holzbildhauer erwerben. Dazu ging er 1953 für einige Wochen an die heute noch bestehende Schnitzschule in Empfertshausen, wo er die Gesellenprüfung bestand. Sein Gesellenstück war Der Agitator. Im Jahr darauf unterzog er sich an derselben Einrichtung der Meisterprüfung. Dafür schnitzte er ein Mädchen mit einem Hasen im Schoß.
Weitere Arbeiten für das Marienstift, die Evangelische Kirche und die Stadt Arnstadt folgten.
Popp erlangte mit seinen Werken eine überregionale Bekanntheit. Immer wieder erschienen Fotos und Berichte in verschiedenen Zeitungen, z. B. in Kirche und Glaube und Heimat.
Anfangs nutzte Popp einen großen Teil seiner Freizeit und Ferienreisen dazu, um Kunstwerke zu studieren. Als er dann seine ersten eigenen Gestaltungsversuche machte, waren ihm die Eindrücke, die er durch die Werke alter und neuer Meister erhielt, Anregung und Hindernis zugleich für seine eigene Stilentwicklung. Rückblickend erklärt er: „Ich musste mich von all diesen Beeinflussungen lösen, nachdem ich sie verarbeitet hatte, um eigene Aussagen – Aussagen in der zweiten Hälfte des zwanzigsten Jahrhunderts – machen zu können.“
1968 hinterließ er in Arnstadt zum Beispiel die Brunnenfigur auf dem Holzmarkt, das Mahnmal im Jonastal, den Altar und ein Betpult im Gemeindehaus, den Flügelaltar im Marienstift und mehrere Figuren am Eingang der Fasanerie. Auch zahlreiche Kirchen und Gemeindehäuser im Umland waren mit Kruzifixen und anderen von Popp gestalteten Werken ausgestattet.

## Werke
Popp hatte für die Ebersdorfer St.-Christophorus-Kirche schon 1953 ein Kruzifix und 1954 eine Gefallenengedächtnistafel gefertigt. Nach 1968 kamen zahlreiche weitere Werke in Ebersdorf hinzu:
- Altar mit Enkaustik-Reliefs (1977)
- „Bornkinnel“ (Jesusknabe)
- Kleine Weihnachtskrippe (Heilige Familie)
- Skulptur „Heiliger Christophorus“ (1982)
- Relief „Glimmender Docht“ (1984)
- Lesepult mit Enkaustik-Relief „Seraphim“ (1986)
- Zwei Relief-Tafeln für das Altenheim Emmaus
- Relief „Schutzmantelheiliger“ für das Kinderheim Sonnenschein
- Skulptur „Die Familie“ für den Ebersdorfer Park (1987)
- Für die Marienkirche im benachbarten Saalburg entstanden:
- 12 Enkaustik-Reliefs zum Glaubensbekenntnis (1972)
- Kruzifix in der Seitenkapelle
- Große WeihnachtskrippePopp „Die Familie“ – Skulptur im Schlosspark Ebersdorf

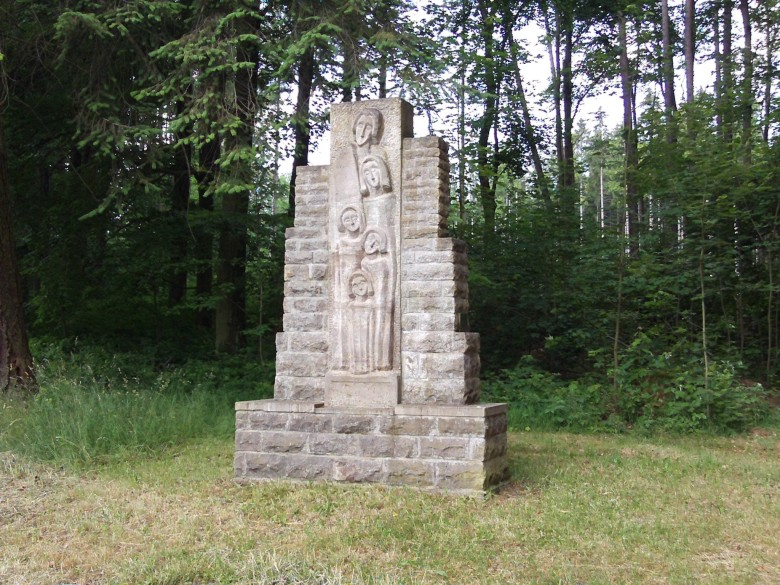
Popp „Die Familie“ – Skulptur im Schlosspark Ebersdorf

Für die Bad Lobensteiner St.-Michaelis-Kirche gestaltete Friedrich Popp einen großen Flügelaltar in Enkaustik-Technik (1977). Die Kapelle des Bergfriedhofs erhielt eine Altartafel mit Enkaustik-Reliefs.
Skulpturen des Heiligen Christophorus entstanden für die Kirchen der Ebersdorfer Partner-Kirchgemeinden Rutesheim bei Stuttgart und Camberley/England.
Weitere Werke:
- Kruzifix für den Kirchenraum auf Schloss Burgk
- Altar und Kanzel-Relief in Biberschlag
- Eine Madonna für eine katholische Kirche in Chemnitz
- Wandbilder und ein Standkreuz in Köckritz bei Weida
- Altarkruzifix in Künsdorf
- Altarwand in Lausnitz bei Neustadt/Orla
- Große Reliefs in Mehlteuer
- Relief in Molsdorf bei Greiz
- Reliefs und Kruzifix für Markuskirche und Gemeindezentrum Plauen
- Große Weihnachtskrippe für Rositz
- Gebetswand in See bei Niesky
- Große Weihnachtskrippe für Tanna
- Große Joseph-Skulptur in Wurzbach
- Gemmenkreuz für die Bergkirche Schleiz
- Großes Kruzifix in der St.-Johannes-Kirche Zwickau
- Altarwand in der Johanneskirche Weimar (1981)
- „Bornkinnel“-Figuren für die Kirchen in Monstab, Raila und Jerichow, Kirchsaal Schmalzgrube und aus Privatbesitz nun in Hermannsdorf (Erzgebirge)
- Gefallenengedenkstätten in Leisnitz/Sachsen und Möschlitz bei Schleiz.

Auch heute noch findet man in Ebersdorf von Friedrich Popp geschnitzte Wegweiser.

## Ausstellungen und Ehrungen
Friedrich Popps künstlerisches Schaffen wurde in zahlreichen Ausstellungen präsentiert, unter anderem in Arnstadt, Erfurt, Weimar, Eisenach, Jena, Leipzig, Dresden, Saalburg, Bad Lobenstein und Ebersdorf.
Als Hommage zum 85. Geburtstag Friedrich Popps wurde das Oratorium Der Lobensteiner Altar aufgeführt. Kirchenmusikdirektor Wolfgang Schumann war zu diesem Oratorium durch das Werk des Ebersdorfer Künstlers inspiriert worden.

## Dauerausstellung im Comeniuszentrum Ebersdorf
Der größte Teil der in der Ausstellung gezeigten Werke ist während Popps Ebersdorfer Zeit entstanden. Manche Themen hat er immer wieder aufgegriffen und meist auch mit verschiedenen Techniken umgesetzt, als Holzskulptur, Relief, Batik. Häufig hat sich Popp mit einem Thema nach Jahren oder Jahrzehnten erneut auseinandergesetzt. An den daraus entstandenen Werken kann man die Veränderungen im künstlerischen Stil Popps beobachten. Ein Beispiel ist die Christophorus-Gestalt, mit der sich Popp immer wieder beschäftigt hat. In der Ausstellung gibt es gleich vier Skulpturen des Christophorus – in unterschiedlicher Abstraktion.
Die Holzskulptur Engelssturz ist ein Versuch, in der Sprache der Bibel die Frage nach der Herkunft des Bösen und seiner Überwindung zu beantworten (Offb. 12,7). In anderer Weise, aber auch von biblischer Aussage her (u. a. Kol. 3,2) beantwortet die Darstellung Die verschlungenen Gedanken des Herzens diese Frage. Verwirrend verschlungen und in sich zusammengekrümmt sind die meisten. Aber dann gibt es auch drei Triebe, die sich nach oben zum Licht durchkämpfen.
Von Gottes Barmherzigkeit sprechen die beiden Skulpturen zu Jesaja 42,3 Den glimmenden Docht wird er nicht auslöschen und Das zerstoßene Rohr wird er nicht zerbrechen. Behutsam bewahrt Christus das Licht und schiebt in der zweiten Skulptur vorsichtig das Schilf auseinander. Diese Skulptur wurde aus einem einzigen Stück Holz herausgearbeitet.
Die „Harlekine“ verraten etwas von dem Humor des Künstlers und von seiner Erkenntnis, dass alles vergänglich ist. Was bleibt, ist auch nach biblischer Erkenntnis die Liebe. Von ihr spricht die „Zuneigung“, ein Thema, das im Schaffen des Künstlers immer wiederkehrt. Eine große Holzskulptur trägt den Titel Der Mensch. Gott schuf ihn als Mann und Frau. Dem Thema Familie widmete Popp mehrere Plastiken und Batiken.
Neben der Batik nutzte Popp noch eine andere Technik, um Textilien zu gestalten: Den Druck mit selbstgeschnitzten Modeln. (Model hat hier die Bedeutung „Druckform im Textildruck“, es ist praktisch ein Holzstempel.) Einige solcher Model und auf diese Weise bedruckte Stoffe sind in der Ausstellung zu besichtigen. Friedrich Popp erfreute Freunde und Bekannte alljährlich mit solchen individuell gefertigten Grüßen, z. B. zu Weihnachten.